# Ana Luisa Peluffo
Ana Luisa de Jesús Quintana Paz Peluffo (Querétaro, 5 de diciembre de 1929), conocida como Ana Luisa Peluffo, es una actriz mexicana. 
Ha aparecido en más de 200 películas y programas de televisión desde 1949. Protagonizó la película Flores de papel (1977), que se presentó en el 28.º Festival Internacional de Cine de Berlín.
En 1955, se convirtió en la primera artista mexicana, hombre o mujer, en realizar un desnudo público, el cual fue presentado en la película La Fuerza del deseo.

## Biografía y carrera
Ana Luisa de Jesús Quintana Paz Peluffo nació el 9 de octubre de 1929 en Querétaro, México. En 1948, hizo su debut como actriz con un papel secundario en la película estadounidense Tarzan and the Mermaids.
En México, inició su carrera con La venenosa de 1949. En 1955, filmó la cinta La fuerza del deseo, por la que se le atribuye el primer desnudo realizado en el cine mexicano. Después de esta película, Ana Luisa solo se dedicó a hacer comedias y melodramas. Luego regresó a sus raíces en los años setenta y ochenta al hacer varias escenas de desnudos en diferentes películas.

## Filmografía selecta

### Programas de televisión
- 2003 - Mujer, casos de la vida real ... Episodio «Con un poco de ayuda»
- 2010 - Mujeres asesinas 3
- 2014 - El mariachi ... Episodio «El Crimen»

### Películas
- 1948 - Tarzán y las sirenas
- 1949 - La venenosa
- 1954 - Orquídeas para mi esposa ... Lidia Montes
- 1955 - La fuerza del deseo ... Silvia
- 1955 - El seductor ... Raquel
- 1956 - La ilegítima
- 1956 - Besos prohibidos
- 1956 - La adúltera ... Cecilia
- 1956 - Las esclavas de Cartago ... Esther
- 1957 - Camino del deseo ... Ernestina
- 1957 - La Diana cazadora ... Martha
- 1957 - Camino del mal
- 1957 - La mujer marcada
- 1957 - El aventurero ... Josafina
- 1957 - Pobres millonarios
- 1958 - Socios para la aventura
- 1958 - La venenosa
- 1958 - Ama a tu prójimo
- 1958 - El hombre que logró ser invisible ... Beatriz Cifuentes/Beatrice Forsythe
- 1959 - Dos fantasmas y una muchacha
- 1959 - Las señoritas Vivanco ... Maruja Valverde
- 1959 - El vestido de novia ... Marta
- 1959 - La mujer y la bestia ... Laura Moreno; La Vicky
- 1959 - Sed de amor
- 1959 - Nacida para amar
- 1959 - Lágrimas de amor
- 1960 - Cada quién su vida ... Rosa, la 'Tacón Dorado'
- 1960 - ¡Yo sabía demasiado! ... Ana
- 1960 - El fantasma de la opereta ... Lucy
- 1960 - El conquistador de la luna ... Estelita
- 1961 - Jóvenes y rebeldes
- 1962 - Bajo un mismo rostro ... Susana
- 1963 - La cabeza viviente
- 1967 - Los que nunca amaron
- 1968 - Despedida de casada
- 1968 - La puerta y la mujer del carnicero ... Elenita (episodio "La puerta")
- 1969 - El crepúsculo de un dios ... Condesa De Negrescu
- 1969 - Siempre hay una primera vez ... Gloria (episodio "Gloria")
- 1971 - Ángeles y Querubines
- 1971 - Triángulo ... Diana Avelar (Estrenada en 1972)
- 1975 - El valle de los miserables ... Concepción Zamarripa (Estrenada en 1979)
- 1975 - La venida del Rey Olmos ... Chabela
- 1975 - El reventón ... (Estrenada en 1977)
- 1975 - Contrabando y traición ... Camelia "la texana"
- 1976 - Ya encontraron a Camelia ... Camelia "la texana"
- 1976 - Casta Divina
- 1977 - Deseos
- 1977 - Furia pasional
- 1977 - Flores de papel
- 1978 - Perro callejero
- 1979 - Adriana del Río, actriz
- 1979 - Una rata en la oscuridad
- 1980 - Perro Callejero 2
- 1981 - La jorobada
- 1981 - El vecindario
- 1981 - El sexo sentido
- 1982 - La Combi asesina
- 1984 - Pedro Navaja[10]
- 1985 - El hijo de Pedro Navaja
- 1985 - Mi nombre es gatillo
- 1985 - Chiquidracula
- 1986 - O'ra es cuando chile verde
- 1988 - El vergonzoso
- 1989 - Al margen de la ley ... Julissa
- 1991- Cóndor Blanco
- 1991- Furia de Venganza
- 1992- Dos Cruces en el Ocaso
- 1994- El Hijo de Camelia la Texana
- 1997- Sangre de Rey
- 1998- El Tigre de Michoacán
- 1998- La Venganza del viejo
- 1998 - Taxi asesino
- 2002 - Olvidados
- 2010 - Cartas a Elena

### Telenovelas
- 1962 - Las momias de Guanajuato
- 1972 - Hermanos Coraje ... Mama Ana Coraje
- 1975 - Pobre Clara ... Lucía
- 1985 - Juana Iris ... Chata
- 1986 - Monte calvario
- 1987 - Pobre señorita Limantour ... Arminda Torreblanco
- 1988 - El pecado de Oyuki ... Ivette
- 1989 - Lo blanco y lo negro ... Odette
- 1993 - Entre la vida y la muerte
- 1994 - Marimar ... Selva
- 1996 - Lazos de amor ... Aurora Campos
- 1996 - Tú y yo ... Catalina Vda. de Díaz-Infante
- 1997 - María Isabel ... Iris Jiménez
- 1998 - Soñadoras ... Kika
- 1999 - Serafín ... Abuela Esther
- 2000 - Carita de ángel ... Aída Medrano Vda. de Romero
- 2005 - Contra viento y marea ... Bibi de la Macorra

### Teatro
- Despedida de soltera
- Me enamoré de una bruja con: Sergio Goyri y Olivia Collins
- Butterflies are free con: Miguel Garza y María Rebeca